# Zentralimpfanstalt

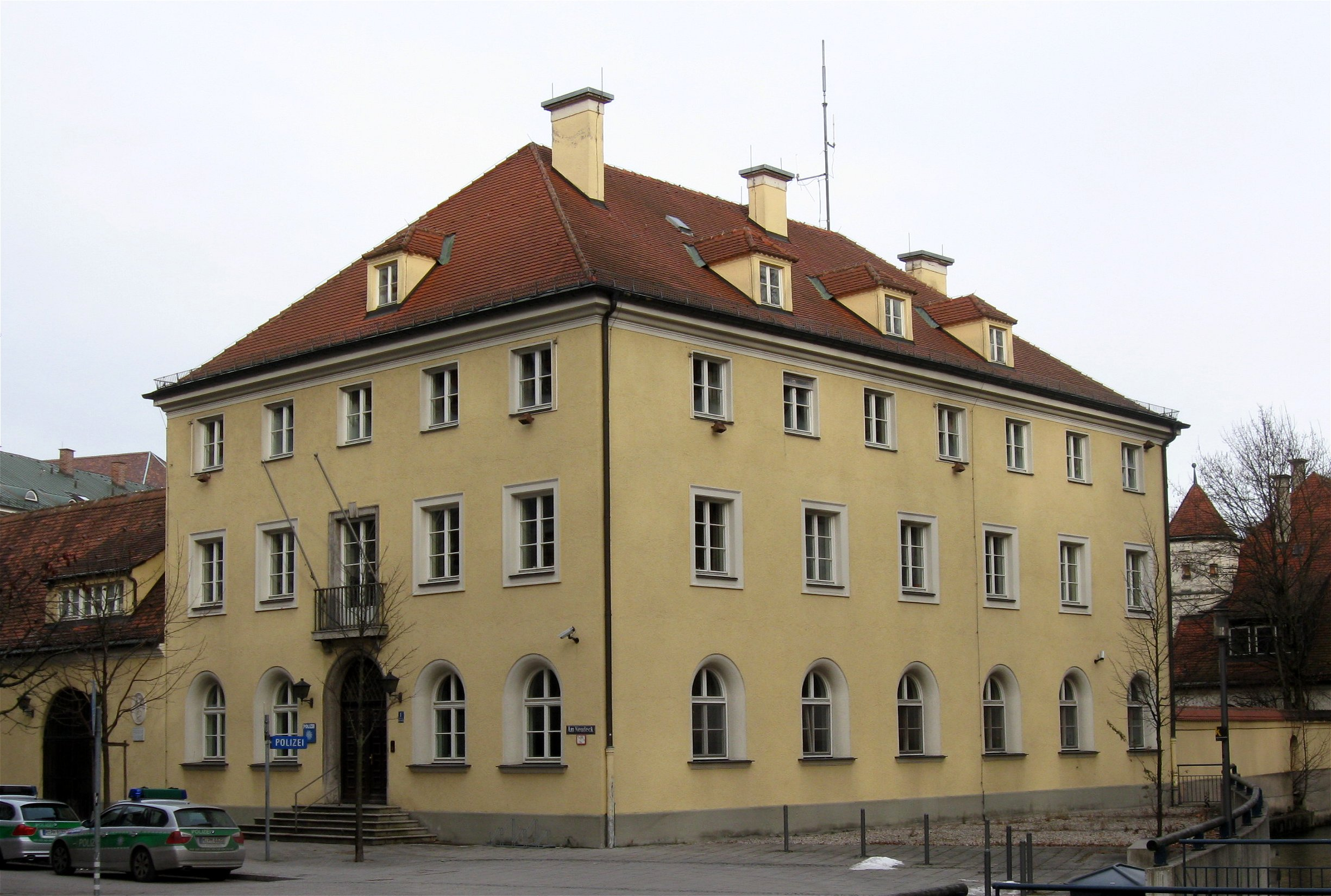
Gebäude der Zentralimpfanstalt

Die Zentralimpfanstalt (seit 1917: Landesimpfanstalt) ist eine, spätestens seit 1817 bestehende, Behörde zur Gewinnung von Impfstoff gegen die Pocken. Zentralimpfanstalt ist auch der Name der 1903 errichteten Anlage östlich des Mariahilfplatzes in München, in der die Behörde ihren Sitz hatte. 

## Behördengeschichte
Die Entdeckung der Möglichkeit der Pockenimpfung durch Edward Jenner wurde im Kurfürstentum Bayern früh aufgegriffen. Kurfürst Maximilian I. Joseph bestellte 1804 einen Landesimpfarzt bei der Bezirksdirektion für Bayern, der für die Beschaffung des Pockenimpfstoffs und die Weitergabe an die Ärzte des Landes verantwortlich war. Dieser sollte das Serum mit dem Vakzine-Virus gegen die hochfieberhaften, eitrigen „Blattern“ gewinnen, deren Krankheitsverlauf häufig tödlich endete. Am 26. August 1807 wurde in Bayern als weltweit erstem Land eine Impfpflicht eingeführt. Es wurde in jeder Provinz ein Impfarzt mit den gleichen Aufgaben angestellt.
Diese Lösung war jedoch zu teuer, daher wurde die Aufgabe der Erzeugung des Impfstoffs wieder zentralisiert. Ein allgemeiner Impfarzt mit Sitz in München wurde angestellt. Dessen Arbeitsbereich, der der Polizeidirektion München nachgeordnet war, wurde spätestens 1817 als Zentralimpfanstalt bezeichnet.
Mit dem Reichsimpfgesetz von 1874 erweiterten sich die Aufgaben der Behörde. Neben der Erzeugung und Verteilung der Impfstoffe war die Beobachtung von Impfschäden und die wissenschaftliche Untersuchung von Seuchen Teil des Aufgabengebietes.
Mit der VO zur Aufhebung der Bayerischen Landesimpfanstalt wurde die Bayerische Landesimpfanstalt zum 1. Januar 1983 aufgehoben.

## Gebäude
Mit dem am Fuße des Lilienberges in der Au gewonnenen Medikament war die im Königreich Bayern geltende Impfpflicht zu vollziehen. Hier wurden Kinder aus dem Stadtbezirk München vorsorglich mit der Gewebslymphe von Rindern gegen die Seuche immunisiert. Mit dem hier gewonnenen Heilmittel konnten von der Ansteckung gefährdete Menschen im ganzen Land behandelt werden. 
Das Verwaltungsgebäude am Neudeck 1 zeigte mit einem Portal aus Muschelkalk, Türmchen, Erkern und einem Giebel im Stil der Neurenaissance den Stolz über das städtische Gesundheitswesen und den medizinischen Fortschritt um die Jahrhundertwende. Der Entwurf stammte von dem Staatsbaupraktikanten Hermann Buchert. Die Bauleitung hatte der königliche Bauamtsassessor Bäuml inne.
Links neben dem Eingang gab es einen Abstellraum für Kinderwagen, gegenüber die Schreibstube zur Erfassung der Ankommenden. Es folgten ein Warteraum, die Bibliothek, das Zimmer des Behördenleiters, schließlich Arztzimmer und Impfraum. Ein überdeckter Gang führte zu den mit Klinker gepflasterten, elektrisch beleuchteten Rinderstallungen, einem an die Dampfheizung angeschlossenen Raum für Studierende gegenüber dem Kälberstall und weiter zum Laboratorium für die Gewinnung der Lymphe. Abgetrennt durch eine lange Mauer blieb ein Quarantänestall zur Beobachtung neu angekaufter Jungstiere.
Das Gebäude steht unter der Nummer D-1-62-000-311 unter Denkmalschutz und beherbergt heute die Polizeiinspektion München – 21 – Au.

## Forscher an der Zentralimpfanstalt bzw. Landesimpfanstalt
- Hanns Otto Münsterer
- Anton Mayr